# Identité vecteur propre-valeur propre
En algèbre linéaire, l'identité vecteur propre-valeur propre est une formule reliant la norme d'un vecteur propre d'une matrice hermitienne à ses valeurs propres ainsi qu'à celles de ses matrices mineures (obtenues en supprimant une ligne et une colonne). Elle s'étend aux matrices diagonalisables.
Cette identité a été redécouverte plusieurs fois dans la littérature.

## Énoncé
Pour une matrice {\displaystyle A} hermitienne de taille {\displaystyle n}, on note {\displaystyle \lambda _{1}(A),\ldots ,\lambda _{n}(A)} ses {\displaystyle n} valeurs propres (réelles) éventuellement répétées selon leurs multiplicités. On note {\displaystyle v_{i}} un vecteur propre normalisé associé à {\displaystyle \lambda _{i}(A)}.
L'identité vecteur propre-valeur propre est 
{\displaystyle |v_{i,j}|^{2}\,\prod _{k=1,\,k\neq i}^{n}{\big (}\lambda _{i}(A)-\lambda _{k}(A){\big )}=\prod _{k=1}^{n}{\big (}\lambda _{i}(A)-\lambda _{k}(A_{j}){\big )}}
où {\displaystyle v_{i,j}} est la {\displaystyle j}-ième composante de {\displaystyle v_{i}} et où {\displaystyle A_{j}} est la sous-matrice de {\displaystyle A} obtenue en supprimant la ligne {\displaystyle j} et la colonne {\displaystyle j} de {\displaystyle A} (c'est encore une matrice hermitienne).